# Gō on Progressive
Gō on Progressive (傲音プログレッシヴ?) è il secondo album in studio degli High and Mighty Color.
È stato pubblicato il 5 aprile 2006, meno di sette mesi dopo il precedente G∞VER.

## Il disco
L'album è stato annunciato dopo solo due singoli di lancio, il primo dei quali originariamente doveva far parte di G∞VER. Questo album si è maggiormente incentrato sulla sfera Rock e meno su quella Pop, che il precedente aveva maggiormente enfatizzato. Diversamente da G∞VER, quasi tutti brani presenti in Gō on Progressive presentano titoli in giapponese.

## Lista tracce
Testi e musiche degli High and Mighty Color.
1. Ichirin no Hana (一輪の花?) – 3:41
2. for Dear... – 4:19
3. "Here I am" – 4:39
4. Hōseki no Namida (宝石の涙?) – 4:30
5. Mizu Tama Ramune (水玉ラムネ?) – 4:12
6. Haitoku no Jōnetsu (背徳の情熱?) – 4:48
7. Tsumi (罪?) – 4:41
8. Real World (リアルワールド?) – 4:07
9. A PLACE TO GO – 4:19
10. STYLE 〜get glory in this hand〜 – 4:14
11. Pearl Shadow (パールシャドウ?) – 4:31
12. Kuro Ageha Mau Oka (黒アゲハ舞う丘?) – 4:10
13. Hoshizora ni Furu Yuki (星空に降る雪?) – 4:06
14. Garden of My Heart (ガーデン オブ MY ハート?) – 4:15

## Formazione
- Mākii – voce
- Yūsuke – voce
- Kazuto – chitarra solista; chitarra ritmica in "Here I am"; cori in "Here I am" e Mizu Tama Ramune
- MEG – chitarra ritmica; chitarra solista in "Here I am"; cori in "Here I am" e Mizu Tama Ramune
- Mackaz – basso
- SASSY – batteria, programmazione

### Altri musicisti
- Mai Hoshimura – tastiere